# Fougerolles-du-Plessis
Fougerolles-du-Plessis é uma comuna francesa na região administrativa da Pays de la Loire, no departamento de Mayenne. Estende-se por uma área de 33 km². 